# Viktor Yakovlevich Bunyakovsky
Viktor Yakovlevich Bunyakovsky (tiếng Nga: Виктор Яковлевич Буняковский; 16 tháng 12 [lịch cũ 4 tháng 12] năm 1804, Bar, Đế quốc Nga (nay thuộc Ukraina) – 12 tháng 12 [lịch cũ 30 tháng 11] năm 1889, St. Petersburg) là một nhà toán học người Ukraina, là một thành viên và sau này là chủ tịch Viện Hàn lâm Khoa học Nga.

## Tiểu sử
Viktor Yakovlevich Bunyakovsky, được coi là một nhà toán học của thế kỉ 19, đã được sinh ra ở Bar, Đế quốc Nga năm 1804. Viktor Yakolevich Bunyakovsky là con trai của Đại tá Yakov Vasilievich Bunyakovsky.
Viktor Yakovlevich Bunyakovsky được học khóa học toán đầu tiên ở nhà của một người bạn của cha mình, Count Alexander Tormasov ở St. Petersburg. Năm 1820, ông cùng với con trai của Count Alexander Tormasov đi đến một trường đại học ở Coburg và sau đó là lên Sorbonne ở Paris, Pháp để học toán. Tại Sorbonne, Bunyakovsky đã có cơ hội tham dự các bài giảng của Laplace, Poussin, Fourier và một số người khác. Ông đã dành phần lớn thời gian học tập và nghiên cứu toán học và vật lý với Cauchy.
Năm 1824, Bunyakovsky nhận được bằng cử nhân của Sorbonne ở Paris, Pháp. Ông đã viết ba luận án dưới sự giám sát của Cauchy tại Sorbonne ở Paris, Pháp như của Spring, 1825:
1. Chuyển động quay trong một trung kháng của một tập hợp các tấm dày ổn định và xác định đường viền xung quanh một trục nghiêng đối với đường chân trời;
2. Việc xác định các vector bán kính chuyển động elip của hành tinh;
3. Sự truyền nhiệt trong chất rắn.

Ông đã thành công luận án về cơ học lý thuyết và vật lý toán học, và nhận bằng tiến sĩ dưới sự giám sát của Cauchy tại Sorbonne ở Paris, Pháp.
Bunyakovsky trở lại St. Petersburg vào năm 1826 và bắt đầu giảng dạy và nghiên cứu, mà ông theo đuổi trong cuộc sống của mình. Ngoài các khóa học đại học trong toán học phân tích, phương trình vi phân, và lý thuyết xác suất, ông cũng đã tích cực trong việc chuẩn bị đề cương bài giảng và hướng dẫn giảng dạy cho các trường học và các học viện quân sự của Nga. Ông giảng về toán học và cơ khí tại Cadet Corps đầu tiên (sau này là Học viện Hải quân) và Học viện Truyền thông tại St. Petersburg, Nga. Từ 1846-1880, ông là giáo sư tại Đại học St. Petersburg ở St. Petersburg, Nga.
Bên cạnh trách nhiệm giảng dạy của mình, có những đóng góp khoa học Bunyakovsky quan trọng trong lý thuyết số và lý thuyết xác suất. Lợi ích khoa học của ông bao gồm:
1. Vật lý toán học
2. Vật lý chất cô đặc
3. Phân tích toán học
4. Số thuyết
5. Lý thuyết xác suất và các ứng dụng của nó
6. phương trình vi phân
7. toán học Actuarial
8. Toán học với sự tập trung vào các thuật ngữ toán học

Ông làm việc trong cơ học lý thuyết và lý thuyết số, và được ghi bằng một phát hiện sớm các bất đẳng thức Cauchy-Schwarz, chứng minh nó cho các trường hợp vô hạn chiều trong năm 1859, nhiều năm trước khi Hermann Schwarz nghiên cứu về chủ đề này.
Viktor Bunyakovsky là tác giả của cuốn sách có tựa đề:. "Các nền tảng của lý thuyết toán học xác suất", được xuất bản vào năm 1846. Viktor Bunyakovsky xuất bản khoảng 150 công trình nghiên cứu.
Viktor Bunyakovsky đã trở thành một thành viên của các tổ chức tiền thân của Viện Hàn lâm Khoa học Nga. Ông được đặt tên là một phụ trợ trong toán học (1828), một Viện bất thường (1830), và một Viện chuẩn (1841). Ông được bầu vào chức vụ Phó Chủ tịch Viện Hàn lâm Khoa học Nga vào năm 1864. Ông là Phó Chủ tịch của trường khoa học St-Petersburg được 25 năm (1864-1889). Trong năm 1875, trường khoa học St. Petersburg đã ban hành một huy chương và thành lập một giải thưởng, mang tên Viktor Bunyakovsky của, cho nghiên cứu toán học xuất sắc của mình.
Viktor Bunyakovsky được biết đến như là một trong những người sáng lập của trường khoa học St-Petersburg suy nghĩ về lý thuyết số và lý thuyết xác suất.

## Vinh danh
Hội nghị quốc tế Bunyakovsky đã được tiến hành tại thành phố Kiev ở Ukraine vào năm 2004, và một tour du lịch đến Bar đã được tổ chức cho tất cả những người tham gia hội nghị.
Đã có một con đường mang tên ông, Viktor Bunyakovsky ở Bar, Ukraine.

## Sách
- Bounjakowsky W., «Mémoires de l’Académie des sciences de St-Pétersbourg. 7 série», 1859, t. 1, № 9.